# Nils (musikalbum)
Nils är Nils Lofgrens femte studioalbum, utgivet 1979.

## Låtlista
1. "No Mercy" (Nils Lofgren) - 4:06
2. "I'll Cry Tomorrow" (Nils Lofgren/Lou Reed/Dick Wagner) 4:28
3. "Baltimore" (Randy Newman) - 6:43
4. "Shine Silently" (Nils Lofgren/Dick Wagner) - 3:48
5. "Steal Away" (Nils Lofgren/Dick Wagner) - 4:08
6. "Kool Skool" (Bob Babbitt/Nils Lofgren) - 3:17
7. "A Fool Like Me" (Nils Lofgren/Lou Reed) - 3:11
8. "I Found Her" (Nils Lofgren/Lou Reed) - 3:36
9. "You're So Easy" (Bob Ezrin/Nils Lofgren/Tom Lofgren/Dick Wagner) - 5:54